# Széll Attila
Széll Attila (Szeged, 1981. április 23. –) magyar színművész.

## Életpályája
Érettségi után az Új Színház stúdiósa lett. 2001–2005 között a Színház- és Filmművészeti Egyetem hallgatója volt. 2005–2012 között az Új Színház tagja volt, majd szabadúszó.

## Fontosabb színházi szerepei
- John Steinbeck: Egerek És Emberek (Carlson) – 2017/2018
- Olt Tamás – Rák Zoltán: Déryné Hadművelet (Kotymo, Matyi, Potya, Gyula) – 2016/2017
- Ingmar Bergman: Őszi Szonáta (Viktor) – 2015/2016
- Szigligeti Ede: Liliomfi (Schwartz, Pesti Fogadós) – 2015/2016
- Varga Katalin – Harsányi Melinda: Én, Te, Ő (Patt) – 2014/2015
- Forgách András: Legyetek Jók, Ha Tudtok! (Bíboros, Capranola Hercege) – 2014/2015
- Vörös Róbert: Szeretni Veszélyes (Morris Durell, Anton barátja és Nadin védőügyvédje) – 2013/2014
- Carlo Collodi – Litvai Nelli: Pinokkió (Pillangó) – 2013/2014
- Molière: A Fösvény (Fecske, Cléante Barátja) – 2012/2013
- Béres Miklós: A Néma Tanú (John Brown) – 2012/2013
- Thomas Mann: A Varázshegy (Első Úr) – 2011/2012
- Friedrich Schiller: Don Carlos (Alessandro Farnese, Pármai Herceg) – 2011/2012
- Eisemann Mihály – Harmath Imre – Barabás Pál: Kávé Habbal (Pincér, Vendég) – 2010/2011
- William Shakespeare: Ahogy Tetszik (Első Úr, Frigyes Herceg Kíséretében, Amiens) – 2009/2010
- John Steinbeck: Édentől Keletre (Kemp) – 2009/2010
- Ács János: Casanova Nuova (Naiv – Színész) – 2009/2010
- Carlo Goldoni: Nyári Kalandok (Cecco, Leonardo Szolgája) – 2008/2009
- Hunyady Sándor: Júliusi Éjszaka (A Herceg) – 2007/2008
- Búss Gábor Olivér – Hársing Hilda – Rudolf Péter: Keleti Pu. (Szereplő) – 2007/2008
- Nagy Ignác – Parti Nagy Lajos: Tisztújítás (Darabos, Jurátus) – 2007/2008
- Peter Weiss: Marat / Sade (Dr. Guillotin) – 2006/2007
- Vadorzók (Matróz, Játékos, Turista, Arthur) – 2005/2006
- Carlo Gozzi: Turandot (Zannik) – 2005/2006
- William Shakespeare: Szonettek (Szereplő) – 2004/2005
- Vaszilij Szigarjev: Plasztilin (Szereplő) – 2004/2005

## Filmes és televíziós szerepei
- A hídember (2002)
- Le a fejjel! (2005)
- Presszó (2008)
- Keleti pu. (2011)
- Hacktion: Újratöltve (2013)
- Munkaügyek (2014)
- Kossuthkifli (2015)
- Anyám és más futóbolondok a családból (2015)
- Válótársak (2016)
- Korhatáros szerelem (2018)
- Drága örökösök (2019)
- Apatigris (2021)